# (73240) 2002 JB36
(73240) 2002 JB36 – planetoida z pasa głównego asteroid okrążająca Słońce w ciągu 3,61 lat w średniej odległości 2,35 j.a. Odkryta 9 maja 2002 roku.